# Tabanus kabuensis
Tabanus kabuensis är en tvåvingeart som beskrevs av Yao 1984. Tabanus kabuensis ingår i släktet Tabanus och familjen bromsar. Inga underarter finns listade i Catalogue of Life.